# 榎吉麻弥
榎吉 麻弥（えのよし まや、8月4日 - ）は、日本の女性声優。愛知県名古屋市出身。ヴィムス所属。

## 略歴
日本ナレーション演技研究所出身。

## 人物
方言は名古屋弁。
趣味はお笑い鑑賞、料理、日本酒を嗜む事、フィギュア・靴収集。特技は中国語、英会話。
資格は英検準2級。

## 出演
太字はメインキャラクター。

### テレビアニメ
2014年
- 最近、妹のようすがちょっとおかしいんだが。（テニス部部員A）

2015年
- 暁のヨナ（観客）
- 青春×機関銃（メイド）

2016年
- はんだくん（鈴ノ木広恵）
- ガーリッシュナンバー（イベントMC、スタッフ）

2017年
- 幼女戦記（OL）
- ゼロから始める魔法の書（美女C）
- サクラクエスト（三好琴美）
- ネト充のススメ（女キャラ）
- DYNAMIC CHORD（女子大生たち）

2018年
- 東京喰種トーキョーグール シリーズ（ギャル、戸賀美帆、エマ、アヤト〈子供時代〉、シャオ・ジンリー 他） - 2シリーズ

2019年
- ドメスティックな彼女（文哉の妹、マミの友人女子A）
- フルーツバスケット（2019年 - 2021年、先生、店員、女子生徒） - 3シリーズ
- Re:ステージ! ドリームデイズ♪（稀星学園本校アイドル部員）
- スタンドマイヒーローズ PIECE OF TRUTH（男の子）

2020年
- 推しが武道館いってくれたら死ぬ（伯方眞妃）
- 異種族レビュアーズ（ソーフ、アイス）
- かぐや様は告らせたい?〜天才たちの恋愛頭脳戦〜（女生徒たち）
- カードファイト!! ヴァンガード外伝 イフ-if-（四天王01）
- 球詠（笠原真寛）
- ハクション大魔王2020（TVリポーター）
- とある科学の超電磁砲T（枝垂桜生）
- ダンジョンに出会いを求めるのは間違っているだろうかIII（団員）
- ふしぎ駄菓子屋 銭天堂（会社の同僚）

2021年
- たとえばラストダンジョン前の村の少年が序盤の街で暮らすような物語（従業員A）
- どすこい すしずもう（おにぎり観客）
- ラブライブ!スーパースター!!
- カードファイト!! ヴァンガード overDress（先生）
- プラチナエンド（アナウンサー、観客4）
- 先輩がうざい後輩の話（先生）

2022年
- ハコヅメ〜交番女子の逆襲〜（看護師）
- からかい上手の高木さん3（もぎり係）
- シャドウバースF（2022年 - 2023年、女子部員、男の子）
- 乙女ゲー世界はモブに厳しい世界です（教師、メイド）
- 処刑少女の生きる道（店主）
- VAZZROCK THE ANIMATION（同期B）

2023年
- REVENGER（唐人女性店員、唐人E）
- イジらないで、長瀞さん 2nd Attack（メンバーA）
- ホリミヤ -piece-（美術部B）
- カミエラビ（2023年 - 2024年、AI〈カミエラビ〉） - 2シリーズ

2024年
- 烏は主を選ばない（夏殿の女房）
- 神は遊戯に飢えている。（カミィラ）
- 2.5次元の誘惑（教師、女性教諭、女性教師、女子生徒B）
- 時々ボソッとロシア語でデレる隣のアーリャさん（小学校のクラスメイト、生徒）
- アオのハコ

2025年
- どうせ、恋してしまうんだ。
- ドラえもん（テレビ朝日版第2期）（母親）
- うたごえはミルフィーユ（生徒たち）
- 強くてニューサーガ（町人A）

### 劇場アニメ
- ラブライブ!The School Idol Movie（2015年）
- グッバイ、ドン・グリーズ!（2022年、女子生徒）

### ゲーム
2014年
- 天空のクラフトフリート（フレイラ、ニノ、エレノラ、ハミィ）

2015年
- クイズRPG 魔法使いと黒猫のウィズ（ユーリ・ワイダ他）
- 初恋の歌

2016年
- 蒼き雷霆 ガンヴォルト 爪（ジブリール）
- アルテイルクロニクル（ナスターチェ）

2017年
- 異世界でカフェを開店しました。（アンジェリカ・サイラス）

2018年
- プリンセスコネクト！Re:Dive（動物苑スタッフ）
- メイド イン ワリオシリーズ（2018年 - 2023年、カット、ペニー、ラクオ） - 3作品

2020年
- eBASEBALLパワフルプロ野球2020（織河めぐる）

2021年
- 艦隊これくしょん -艦これ-（2021年 - 2022年、Scamp､Brooklyn､Massachusetts）

2022年
- モンスターストライク（2022年 - 2023年、ウォフ・マナフ、間名文奈）

2024年
- カイジ外伝：激熱の街（如月円）
- カルドアンシェル（ジブリール）

### ドラマCD
- 蒼き雷霆 ガンヴォルト 爪（2016年 - 2017年、ジブリール[23]）
  - 限定版付属ドラマCD（2016年）
  - 楽園狂騒曲（2017年）
- ゴールデンスパークル（2019年、日葵の母[24]）
- お願い、そんなに噛まないで（2021年、シオリ[25]）

### 吹き替え
- ホークアイ（2021年、ライラ・バートン、アンナの娘）
- セプテンバー5（2025年）

## ディスコグラフィ

### キャラクターソング
| 発売日        | 商品名                                                                              | 歌      | 楽曲                                                          | 備考                                                             |
| ------------- | ----------------------------------------------------------------------------------- | ------- | ------------------------------------------------------------- | ---------------------------------------------------------------- |
| 2020年1月22日 | Clover wish                                                                         | ChamJam | 「Clover wish」                                               | テレビアニメ『推しが武道館いってくれたら死ぬ』オープニングテーマ |
| 2020年2月12日 | ずっと ChamJam                                                                      | ChamJam | 「ずっと ChamJam」 「ほっと♡サマーホリデー」 「Fall in Love」 | テレビアニメ『推しが武道館いってくれたら死ぬ』挿入歌             |
| 2020年4月1日  | 推しが武道館いってくれたら死ぬ オリジナルサウンドトラック                           | ChamJam | 「私たちが武道館にいったら」                                  | テレビアニメ『推しが武道館いってくれたら死ぬ』挿入歌             |
| 2023年5月10日 | 推しが武道館いってくれたら死ぬ コンプリートボーカルアルバム「きみのために生きてる」 | ChamJam | 「Aster wish」                                                | テレビアニメ『推しが武道館いってくれたら死ぬ』関連曲             |

### シリーズ一覧
1. ↑  第3期・最終章『:re』（2018年）
2. ↑  第1期『1st season』（2019年）、第2期『2nd season』（2020年）、第3期『The Final』（2021年）
3. ↑  シーズン1（2023年）、シーズン2完結編（2024年）
4. ↑  『メイド イン ワリオ ゴージャス』（2018年）、『おすそわける メイド イン ワリオ』（2021年）、『超おどる メイド イン ワリオ』（2023年）

### ユニットメンバー
1. ↑  五十嵐れお（本渡楓）、松山空音（長谷川育美）、伯方眞妃（榎吉麻弥）、水守ゆめ莉（石原夏織）、寺本優佳（和多田美咲）、横田文（伊藤麻菜美）、市井舞菜（立花日菜）